# Kopjenosa morska podgana
Kopjenosa morska podgana (znanstveno ime Rhinochimaera atlantica) je vrsta rib iz družine Rhinochimaeridae, ki je razširjena po delih Atlantskega oceana.
Njen naravni habitat habitat je odprto morje. Ogroža jo izguba življenjskega okolja.